# 寺岡真弘
寺岡 真弘（てらおか まさひろ、1991年11月13日 - ） は、香川県高松市出身の元プロサッカー選手。ポジションはディフェンダー。

## 経歴
ヴィッセル神戸ユース時代には各年代で日本代表に選出され、関西大学2年次の2011年には同クラブの特別指定選手として登録される。
大学2年次に布啓一郎率いるU-19日本代表に選出。AFC U-19選手権2010にも出場したが、センターバックのレギュラーには遠藤航及び平出涼が据えられたために寺岡の出場機会は限られ、チームも準々決勝で敗退。翌年開催のU-20W杯への出場を逃した。
2014年、ギラヴァンツ北九州に入団。
2017年、AC長野パルセイロへ完全移籍。2年目の2018年はJ3リーグ29試合に出場。
2019年、北九州に完全移籍で2年振りに加入した。同シーズンは、DFとしてはチーム最多のリーグ戦28試合に出場したが、シーズン終了後の12月13日、両膝外側半月板損傷、大腿骨外側顆軟骨損傷のため手術を受け、全治約9カ月と診断された。結局翌2020年シーズンは公式戦出場はなく、同年12月21日、現役引退が発表された。

## 所属クラブ
- 香西サッカースポーツ少年団（高松市立香西小学校）
- シーガルFCジュニアユース（高松市立勝賀中学校）
- ヴィッセル神戸ユース（神戸学院大学付属高等学校）
- 関西大学
  - 2011年 ヴィッセル神戸（特別指定選手）
- 2014年 - 2016年 ギラヴァンツ北九州
- 2017年 - 2018年 AC長野パルセイロ
- 2019年 - 2020年 ギラヴァンツ北九州

## 個人成績
| 国内大会個人成績 | 国内大会個人成績 | 国内大会個人成績 | 国内大会個人成績 | 国内大会個人成績 | 国内大会個人成績 | 国内大会個人成績 | 国内大会個人成績 | 国内大会個人成績 | 国内大会個人成績 | 国内大会個人成績 | 国内大会個人成績 |
| 年度             | クラブ           | 背番号           | リーグ           | リーグ戦         | リーグ戦         | リーグ杯         | リーグ杯         | オープン杯       | オープン杯       | 期間通算         | 期間通算         |
| 年度             | クラブ           | 背番号           | リーグ           | 出場             | 得点             | 出場             | 得点             | 出場             | 得点             | 出場             | 得点             |
| 日本             | 日本             | 日本             | 日本             | リーグ戦         | リーグ戦         | リーグ杯         | リーグ杯         | 天皇杯           | 天皇杯           | 期間通算         | 期間通算         |
| ---------------- | ---------------- | ---------------- | ---------------- | ---------------- | ---------------- | ---------------- | ---------------- | ---------------- | ---------------- | ---------------- | ---------------- |
| 2012             | 関大             | 23               | -                | -                | -                | -                | -                | 1                | 0                | 1                | 0                |
| 2014             | 北九州           | 23               | J2               | 2                | 0                | -                | -                | 0                | 0                | 2                | 0                |
| 2015             | 北九州           | 23               | J2               | 14               | 0                | -                | -                | 0                | 0                | 14               | 0                |
| 2016             | 北九州           | 23               | J2               | 18               | 0                | -                | -                | 1                | 0                | 19               | 0                |
| 2017             | 長野             | 5                | J3               | 20               | 1                | -                | -                | 0                | 0                | 20               | 1                |
| 2018             | 長野             | 5                | J3               | 29               | 0                | -                | -                | 0                | 0                | 29               | 0                |
| 2019             | 北九州           | 5                | J3               | 28               | 0                | -                | -                | 2                | 0                | 30               | 0                |
| 2020             | 北九州           | 5                | J2               | 0                | 0                | -                | -                | -                | -                | 0                | 0                |
| 通算             | 日本             | 日本             | J2               | 34               | 0                | -                | -                | 1                | 0                | 35               | 0                |
| 通算             | 日本             | 日本             | J3               | 77               | 1                | -                | -                | 2                | 0                | 79               | 1                |
| 通算             | 日本             | 日本             | 他               | -                | -                | -                | -                | 1                | 0                | 1                | 0                |
| 総通算           | 総通算           | 総通算           | 総通算           | 111              | 1                | 0                | 0                | 4                | 0                | 115              | 1                |

- Jリーグ初出場 - 2014年4月5日 J2第6節 vs V・ファーレン長崎 (長崎県立総合運動公園陸上競技場)
- Jリーグ初得点 - 2017年6月10日 J3第12節 vs FC琉球（沖縄県総合運動公園陸上競技場）

## 代表・選抜歴
- U-15日本代表
  - 2006年 フランコ・ガッリーニ国際大会
- U-16日本代表
  - 2007年 豊田国際ユースサッカー大会
- U-17日本代表
  - 2008年 コパ・チーバス
- U-18日本代表
- U-19日本代表
  - 2010年 ダラスカップ、フローニンゲン国際ユース大会、ミルクカップ、AFC U-19選手権
- 全日本大学選抜（2010年、2011年、2012年、2013年）